# Bazzoffia
La bazzoffia, a volte soprannominata "zuppa dell'amore", è un piatto originario di Sezze e Priverno, in provincia di Latina, nel Lazio (Italia).

## Etimologia e storia
Secondo la tradizione, la bazzoffia prenderebbe il nome dalle donne infedeli dei Monti Lepini che la preparavano ai mariti traditi dopo un incontro romantico. La bazzoffia veniva consumata dai contadini di Sezze e Priverno soltanto nel periodo tra aprile e maggio, quando veniva fatta l'ultima raccolta dei carciofi e le prime delle fave e dei piselli, e veniva preparata per riutilizzare il pane raffermo. A luglio, nel comune di Sezze, si tiene la tradizionale sagra della bazzoffia.

## Preparazione
Far bollire in pentola fave, sedano, carciofi, piselli, cipolle e lattuga e lasciar cuocere per due ore e mezzo o tre. Intanto, cuocere all'interno delle scodelle delle uova senza romperle per qualche minuto. Porre del pane raffermo nelle scodelle e infine versare la zuppa nelle scodelle lasciando intatte le uova. Se si desidera, aggiungere del pecorino romano grattugiato. Il critico gastronomico Marco Guarnaschelli Gotti consiglia di servire il piatto con un intingolo a base di lumache sbollentate e stufate, olio, aglio, pomodoro e un pizzico di peperoncino. La bazzoffia si presta bene con vino Frascati superiore o Est! Est!! Est!!! di Montefiascone.